# Konary (powiat grójecki)
Konary – wieś sołecka w Polsce położona w województwie mazowieckim, w powiecie grójeckim, w gminie Warka. Są położone w odległości 12 km na północ od Warki i 44 km na południe od Warszawy. Leżą na wysokim tarasie Doliny Wisły, a grunty wsi ciągną się do samej rzeki.

## Historia wsi

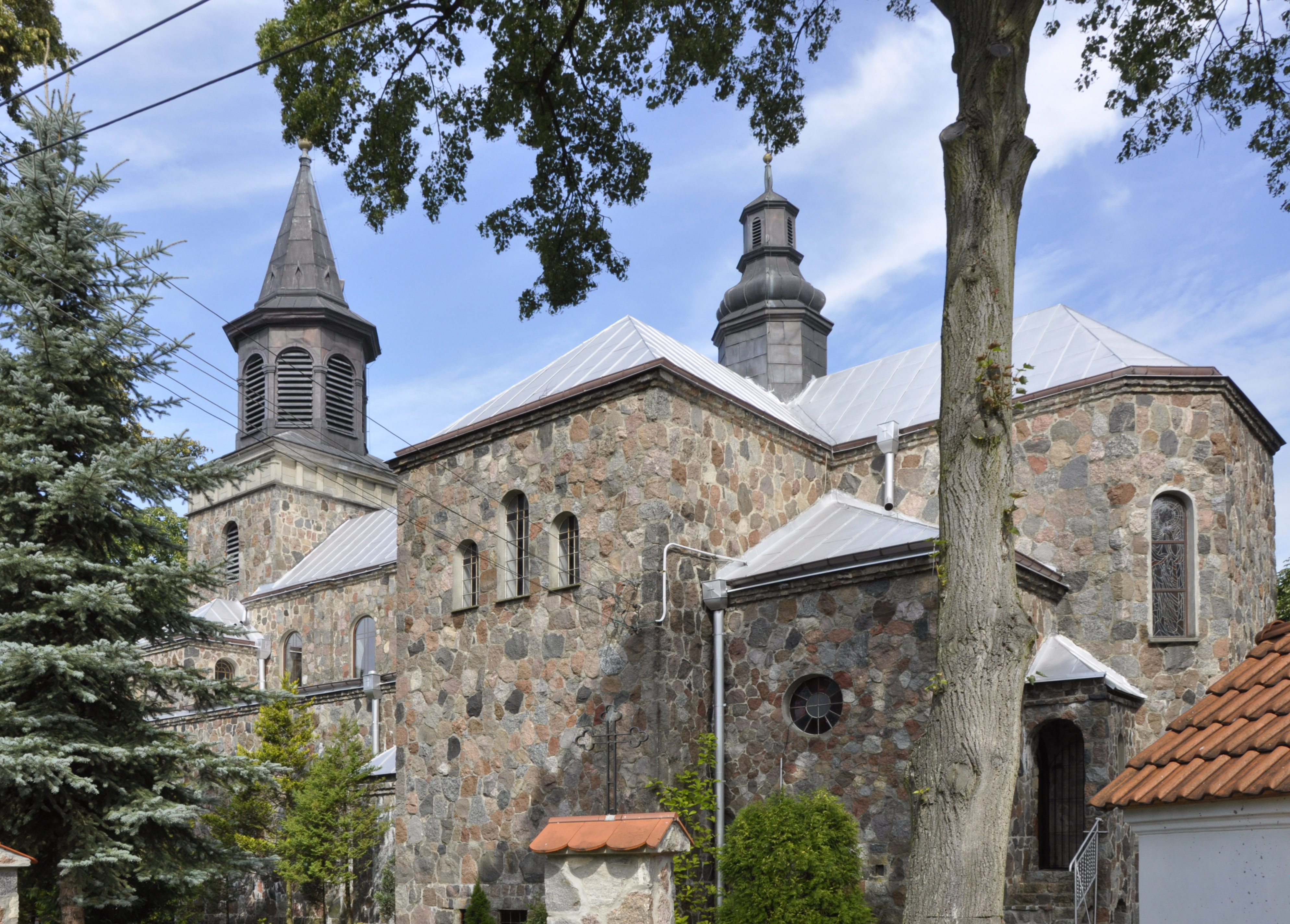
Kościół w Konarach

Konary to stara osada a ślady osadnictwa datowane są na okres neolitu tj. lata 4500-1800 p.n.e.
Były już notowane w średniowieczu. Niewątpliwe była to dawna wieś służebna, gdzie hodowano konie w stadninach na użytek grodu książęcego (w Czersku).
W 1359 r. Konary były jeszcze wsią służebną dla Czerska. Nie wiadomo od kiedy stały się wsią biskupią – na pewno były już w 1380 r.
Konary i sąsiadujące z nimi wsie – Podgórzyce, Przylot i Ostrówek z Pólkiem, prawie przez 600 lat tworzyły wspólny organizm gospodarczy. Kompleks tych wsi stanowił początkowo własność biskupów gnieźnieńskich – dobra stołowe, a później były własnością kapituły katedry gnieźnieńskiej. Konary i okoliczne wsie należały do powiatu (starostwa) wareckiego w Ziemi Czerskiej, województwa mazowieckiego.
Obecnie jest to duża wieś sadownicza. Pierwszy sad (w folwarku) został zanotowany w dokumentach już w 1557 r., w którym uprawiano gruszki i jabłka przeznaczone na zbyt, następne informacje o sadzie są z lat 1782-1795. Pierwsze sady włościańskie poczęto zakładać już w II poł. XIX w. Na większą skalę sadownictwo rozwinęło się w okresie międzywojennym.
W roku 1540 biskupi gnieźnieńscy założyli folwark Konary o pow. 12 łanów ok. 202 ha i utworzyli klucz konarski, wydzielając go z klucza łegonickiego. W tym czasie wszystkie wsie w kluczu miały łącznie 711 ha ziemi uprawnej. W 1593 r., na przeciwległym brzegu Wisły powstała osada Leszniki należąca do biskupów i wchodząca w skład klucza.
Dokładna data przekazania klucza konarskiego do dóbr kapituły gnieźnieńskiej nie jest znana. W 1623 r. klucz należał już do dóbr wspólnych kapituły gnieźnieńskiej tzw. dóbr chlebowych.
W kluczu konarskim w 1776 r. nastąpił bunt chłopów, którzy przeciwstawili się odrabianiu pańszczyzny i porwali się na ekonoma. Przywódca ukrywał się i nie odrabiał pańszczyzny.
W latach 1778–1795 do klucza należało 6 wsi, pojawiła się znów wieś Pólko, a w skład klucza wchodziły: 1. Konary 2. Leszniki, 3. Ostrówek, 4. Podogórzyce, 5. Pólko, 6. Przylot.
Prowadzona była gospodarka rybacka stawowa i na rzece. W roku 1780 był w Konarach staw o pow. 0,7 ha.
Ryby sprzedawał dwór głównie w Warszawie, a także na bliższych jarmarkach. Na terenie klucza było kilka małych jezior i wód o łącznej powierzchni 10 toni niewodowych – to jest ok. 125 ha.
W kluczu były 132 gospodarstwa i 10 rodzin komorników (bez ziemi). Hodowano 22 konie, 149 wołów, 208 krów. Było też 17 pasiek z 73 ulami. Powierzchnia wsi klucza konarskiego wynosiła 594 ha, a folwarku w Konarach 250 ha. Lasy zajmowały powierzchnię 700 ha. (Konary – 600 ha, Ostrówek – 100 ha) – drewno spławiano Wisłą do Warszawy. Wieś Konary miała w tym czasie 37 gospodarstw.
W 1795 r. nastąpił III rozbiór Polski – Konary znalazły się w zaborze Pruskim – dobra duchowieństwa katolickiego i królewszczyzny zostały zajęte na własność skarbu. Upaństwowiono też m.in. klucz konarski.
Na kongresie wiedeńskim w 1815 r. – zaborcy zawarli układ – powstało Królestwo Polskie. Konary znalazły się w Królestwie. Po utworzeniu Królestwa Polskiego ponownie utworzono dobra rządowe – obejmujące m.in. dobra poduchowne.
W 1827 r. w Konarach było 57 domów i 393 mieszkańców (obecnie mieszka ok. 390 osób w 138 domach).
Car Mikołaj I przekazał w 1828 r. część dóbr Skarbowi Królestwa Polskiego. Zarząd Majątku Państwowego, czyli ekonomia rządowa obejmowała: m.in. Dobra Konary na które składały się wsie – Konary, Podgórzyce, Przylot, Ostrówek, Pólko, Dębnowola i Klonowa Wola o łącznej pow. 2985 mórg i 161 domów oraz dwa folwarki – Konary i Ksawerów (Dębnowola) o łącznej pow. 1907 mórg.
Po powstaniu styczniowym ogłoszono w 1864 r. ukazy carskie uwłaszczające chłopów. Chłopi zostają właścicielami użytkowanej ziemi.
W 1867 r. funkcjonowała już gmina Konary – ze względu na obszar – gmina zbiorowa z wójtem.
W skład gminy wchodziły Wsie: Konary, Dębnowola, Klonowa Wola, Magierowa Wola, Piaseczno, Stara Warka, Pilica, Ostrołęka, Kalina, Przylot, Ostrówek z Pólkiem, Podgórzyce. 3 szkoły początkowe – w Konarach, Starej Warce, Piasecznie; 7 wiatraków, 1 gorzelnia w Dębnowoli, 3 kościoły: 2 katolickie – Konary, Ostrołęka, 1 ewangelicki w Pilicy.
Obszar gminy to – 10 466 mórg x 5598,7 m² = 5859,60 ha, mieszkańcy – 3287 osób.
Budynek gminy w Konarach pełnił też rolę poczty bo do niej przychodziła korespondencja dla mieszkańców, zlokalizowany był w Konarach na „górnej drodze” Murowany piętrowy budynek, na dole sklep na piętrze biuro gminy Konary. (w 1929 r. gmina jest jeszcze w Konarach, w 1937 już siedziba gminy Konary jest w Klonowej Woli).
W 1867 r. w Konarach była szkoła początkowa a wieś Konary składała się z 51 osad włościańskich posiadających 1012 mórg oraz folwarku o pow. 1152 mórg.
W 1922 r. powołano do życia Ochotniczą Straż Pożarną w Konarach.
Sejm uchwalił w 1920 r. ustawę o reformie rolnej. Konarski majątek ziemski został rozparcelowany – po I wojnie światowej stał jeszcze murowany piętrowy pałac, który spłonął ok. 1937 r. Pozostało jedynie kilka budynków gospodarczych, które przetrwały II wojnę.
W 1929 r. w Konarach mieszkało 407 osób. Szkoła mieściła się w budynku sprzed I wojny światowej, miała dwie sale lekcyjne oraz dobudowaną w okresie międzywojennym 3.
W 1940 r. w Gminie Konary została utworzona, przez nauczycieli, jedna z najlepiej zorganizowanych placówek ZWZ Ośrodka IV Warka. W lutym 1942 przemianowana na Armię Krajową. Placówka Konary w 1941 r. liczyła ok. 50 osób – młodych rolników.
W 1944 r. powstał przyczółek warecko-magnuszewski, od ujścia Pilicy (Konary) do ujścia Radomki. Mieszkańców Konar wysiedlono przed żniwami (w szkole od wiosny niemieckie wojsko). W czasie działań wojennych wieś została całkowicie zniszczona. Przyczółek warecko-magnuszewski zaczynał się od skrzyżowania koło kościoła. Ofensywa zimowa rozpoczęła się 14 stycznia 1945.
W 1945 r. w Konarach było młodzieżowe KMW „Wici”, orkiestra dęta zorganizowana przy OSP Konary przez organistę i czterogłosowy chór kościelny (mieszany).
1950 – w tym okresie, na obecnym terenie gminy Warka, sadownictwo istniało praktycznie tylko w okolicy Konar. Pierwsze Powiatowe Święto Kwitnącej Jabłoni zorganizowano w 1959 r. na łąkach potyckich należących po reformie do mieszkańców Konar. W ramach reformy rolnej otrzymali je za opłatą 10% wartości działki.
W 1957 r. przystąpiono do elektryfikacji Konar. W I poł. lat 60. zainstalowano telefony na korbkę. Centrala łączyła rozmowy w godz. 8-16, a później działały tylko 4 telefony podłączane do centrali w Warce. Na początku lat 70. wymieniono centralę na automatyczną.
Z funduszu Rozwoju Rolnictwa wsi Konary, Podgórzyce, Ostrówek w 1965 r. mieszkańcy tych wsi założyli Kółko Rolnicze w Konarach. Prawdopodobnie do 1965 r. funkcjonował w Konarach ośrodek zdrowia przeniesiony później do Dębnowoli. W sierpniu 1969 została oddana do użytku nowa remiza OSP (w miejsce starego baraku). W 1971 r. oddano do użytku nowo wybudowaną szkołę (po wieloletnich staraniach od 1955 r.).
Do 1954 roku istniała gmina Konary. W latach 1954–1961 wieś należała i była siedzibą władz gromady Konary, po jej zniesieniu w gromadzie Klonowa Wola. 
W latach 1975–1998 miejscowość należała administracyjnie do województwa radomskiego.

## Historia parafii

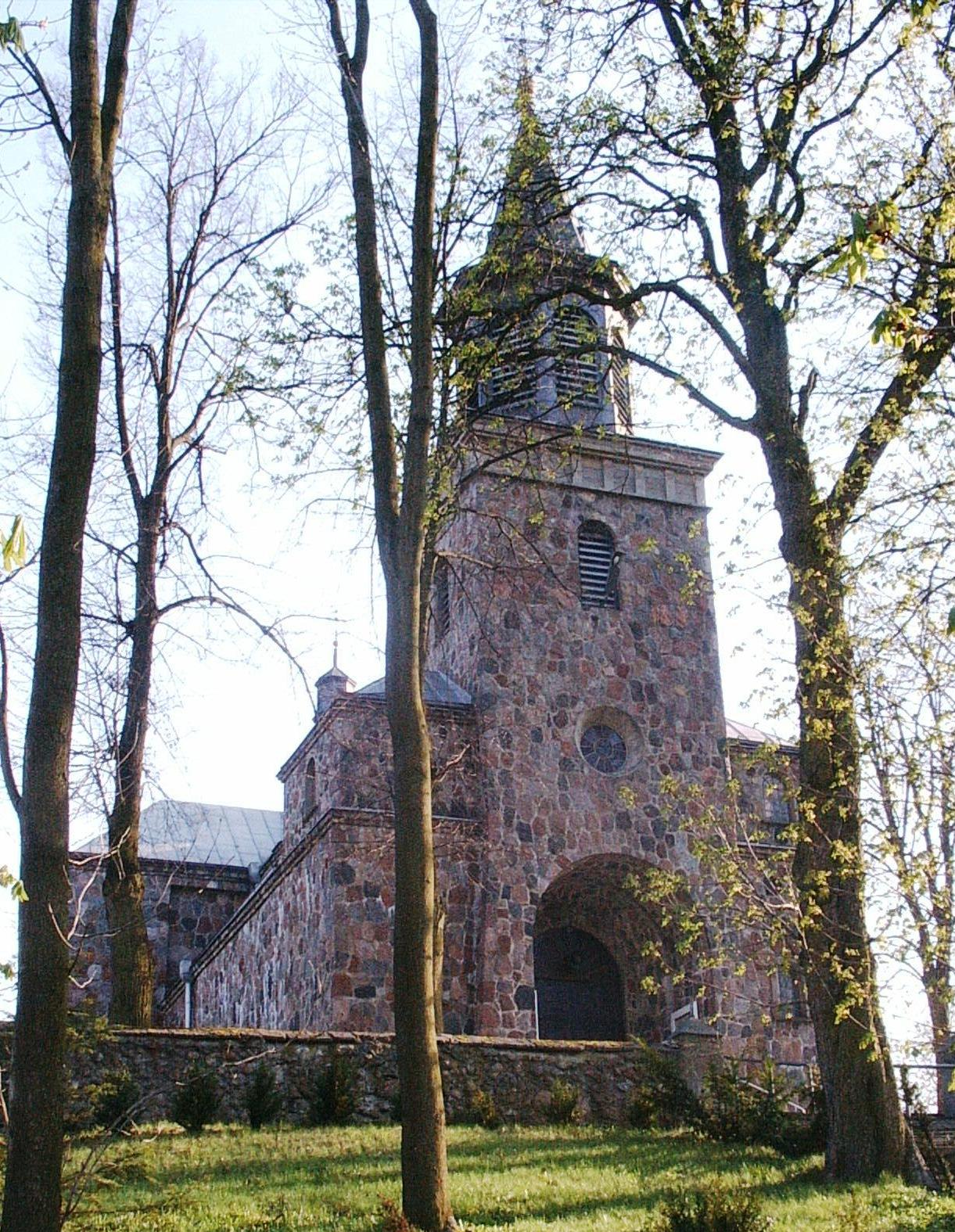
Kościół w Konarach

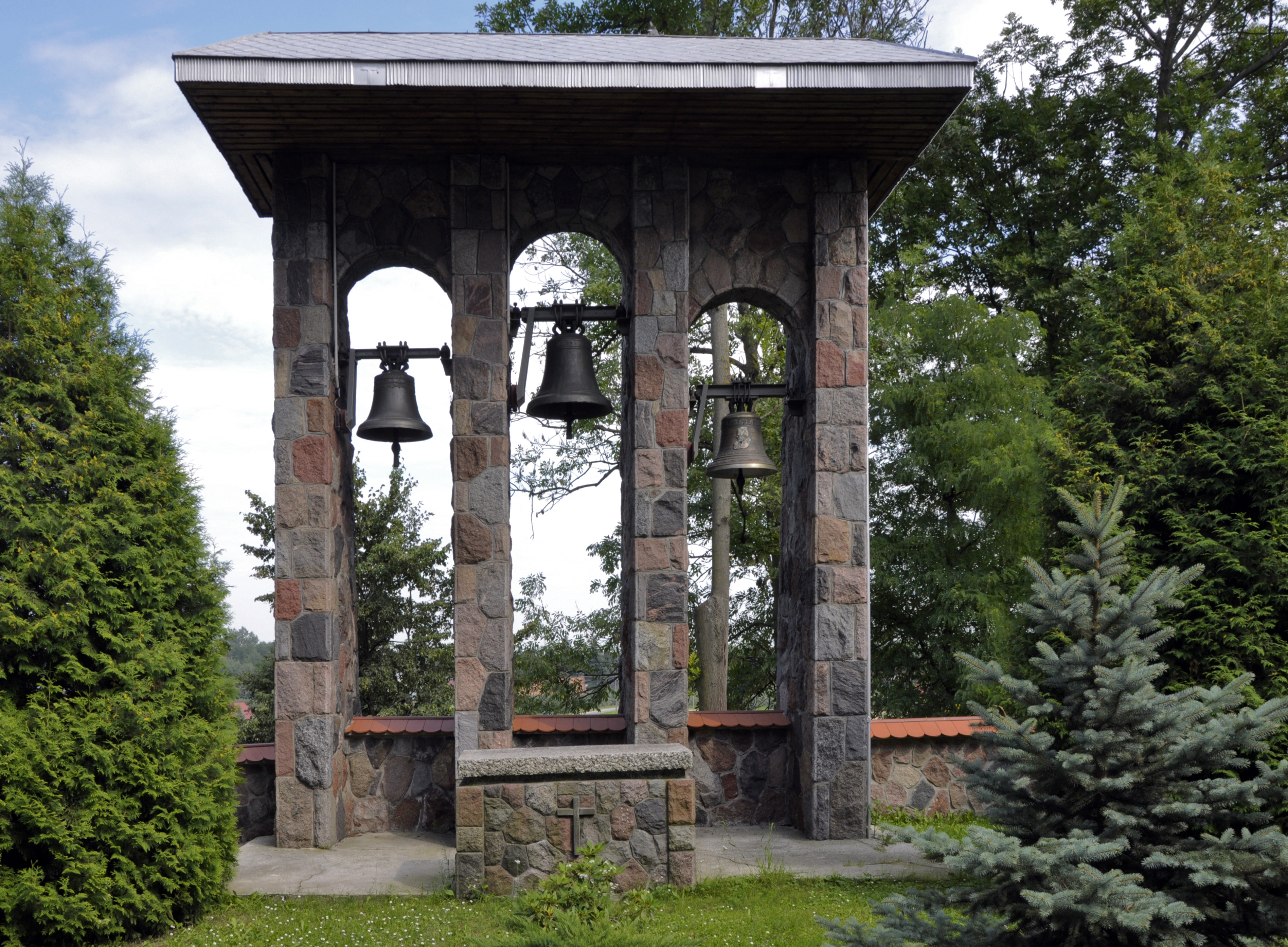
Kościół w Konarach – dzwonnica

Parafia Świętej Trójcy w Konarach od samego początku istnienia należała do biskupstwa poznańskiego aż do czasów ostatniego rozbioru Polski. Biskupi gnieźnieńscy najprawdopodobniej mieli prawo przedstawiania swoich kandydatów na plebanów. Od czasów rozbiorów należy do diecezji warszawskiej.
Na początku XII w. jeszcze nie było podziału na parafie. Sieć parafialna ukształtowała się w głównych zarysach w XIII w. Przypuszczalnie w II poł. XIII w. pierwotny kościół św. Krzyża i św. Trójcy w Pólku fundowali i uposażyli arcybiskupi gnieźnieńscy będący właścicielami tych ziem. W 1380 r. (prawdopodobnie) przeniesiona została przez arcybiskupa gnieźnieńskiego Janusza Suchywilka, parafia z Pólka k. Ostrówka do Konar i erygowana w 1381 r.
W XV i XVI w. każda większa parafia wiejska posiadała szkołę. Prowadzenie szkoły zależało od jej uposażenia i gorliwości plebana. Na rozwój szkół miała wpływ działalność Akademii Krakowskiej – do 1525 r. kształciło się w Krakowie 5 scholarów pochodzących z Konar.
Do 1511 r. plebanem w Konarach był kanonik warszawski – Maciej ze Słonawy. Kościół w tym czasie był pw. św. Trójcy. Do parafii należały 4 wsie: Konary, Podgórzyce, Przylot, Ostrówek.
Do 1554 r. plebanem w Konarach był Jan Przerębski (1510-1562), wcześniej był proboszczem krakowskim u św. Jadwigi (1534), był też podkanclerzem koronnym króla Zygmunta II Augusta (1551-1558), następnie został prymasem Polski (1559-1562). Plebanem po Janie Przerębskim został kanonik łaski Mikołaj Górski.
W 1576 r. do parafii Konary, leżącej w granicach powiatu wareckiego w Ziemi Czerskiej, należały wsie: 1. Konary, 2. Ostrów, 3. Podgórzyn, 4. Przelot, 5. Skowera (wieś zaginiona), 6. Wola Gasaczyńska
W 1603 r. w czasie wizytacji biskupa poznańskiego zanotowano, że w Konarach wystawiono nowy drewniany kościół pw. św. Wojciecha – a plebanem został komendarz Kasper Czapski – do parafii należało 6 miejscowości: 1. Konary, 2. Podgórzyce, 3. Ostrówek, 4. Przylot (5. Pólko ? 6. Lasz vel.Leszniki ?) W Konarach była też szkoła, której rektorem był Andrzej z Konar a kantorem Paweł.
Do 1619 r. plebanem w Konarach był kanonik gnieźnieński dr med. Wincenty Oczko, po nim plebanem został Daniel Dembski.
W 1769 r. w Konarach kapituła gnieźnieńska wystawiła nowy drewniany kościół pw. św. Trójcy. Nastąpiła likwidacja kościoła w Pólku ze względu na częste i obfite wylewy Wisły i Pilicy. Najprawdopodobniej wtedy zostały pobudowane cztery kapliczki narożne w ogrodzeniu cmentarza kościelnego oraz na cmentarzu grzebalnym przydrożna kapliczka słupowa. Wszystkie datowane są na XVIII w. (II poł.).
W 1792 r. wydano uniwersał, na mocy którego cmentarze zostały usunięte z terenu wszystkich miast, zakazano grzebania zmarłych w kościołach i nakazano zakładanie nowych, poza miejskich. Na terenie zaboru pruskiego, rząd zaborczy powtórzył nakazy identycznej treści. Na konarskim cmentarzu grzebalnym najstarszy zachowany grób – Minasowicz z 1810.
W 1797 r. Prusacy ubiegli papieża i powołali diecezję w Warszawie a parafia Konary przestała podlegać pod diecezję poznańską.
W 1806 r. ksiądz Grzegorz Chmielewski odrestaurował kościół w Konarach. Dzwonnicę postawiono w 1807 r.
W 1868 r. parafia Konary liczyła 1150 dusz, należała do dekanatu grójeckiego. Kościół drewniany pw. św. Trójcy.
W 1869 r. w Konarach ksiądz Stanisław Mioduszewski wyremontował kościół z gruntu (całkowicie od podstaw) pod kierunkiem budowniczego Wincentego Wolfke.
Od 1909 do 1922 r. proboszczem w Konarach był Edward Kawiński (1881-1963), później w Górze Kalwarii, który w 1938 r. przeszedł do kolegiaty łowickiej.
Od roku 1922 do 1936 proboszczem w Konarach był ks. Piotr Zajkowski
W 1941 r. ksiądz Brodnicki rozbudował kościół w Konarach dobudowując zakrystię według znalezionych starych planów kościoła. W 1944 r. (po wysiedleniu mieszkańców) Niemcy spalili drewniany kościół. W 1948 r. rozpoczęto budowę kościoła w Konarach, ksiądz Stanisław Owczarek kontynuował ją do III 1954. Kościół zbudowany jest z kamienia polnego.
W 1957 r. ukończono budowę kościoła w Konarach. Obecny kościół jest pw. Trójcy Przenajświętszej. Wybudowano według projektu arch. Czesława Duchnowskiego. Jest neoromański z fragmentami barokowymi. Proboszczem był ksiądz Jan Podsiadły. Zachowały się: obraz przedstawiający Trójcę Św., obraz Matki Boskiej Nieustającej Pomocy, barokowe przenośne obrazy procesyjne.
Kościół w Konarach był konsekrowany przez kardynała Stefana Wyszyńskiego w 1966 r. Proboszczem był wtedy ks. Podsiadły.
W 1975 r. w Konarach wystawiono nową dzwonnicę z kamienia polnego, tak jak kościół. Proboszczem był ks. Konarzewski.
Obecnie parafia należy do dekanatu wareckiego, archidiecezji warszawskiej.

## Zabytki
- w ogrodzeniu cmentarza kościelnego 4 kapliczki narożne z II poł. XVIII w.
- na cmentarzu grzebalnym
  - kapliczka słupowa z XVIII w.
  - 5 nagrobków z okresu od 1810-1901 r.
- obiekty starsze niż 60 lat
  - młyn (niedawno zmodernizowany) tzw. dolna droga
  - dom – dawna karczma p. Gadomskich – przy trasie kozienickiej (rozebrana w 2016 r.)
  - stara plebania – obecnie organistówka

## Firmy i instytucje
- Szkoła Podstawowa im. Z. Nowickiego
- Parafia rzymskokatolicka pw. św. Trójcy
- Ochotnicza Straż Pożarna
- Młyn
- Stacja paliw
- Sklep spożywczy
- Dwa sklepy ogrodnicze
- Dentysta
- Oczyszczalnia ścieków
- Baza Kółka Rolniczego
- Dwa przystanki PKS
  -  połączenie: Warka – Warszawa
  -  połączenie: Kozienice – Warszawa
- Firmy:
  - skup i sprzedaż owoców
  - tłocznia soków owocowych
  - produkcja artykułów rynkowych